# Couïns
Els couins (Couinae) són una subfamília, dins la família dels cucuts o cucúlids (Cuculidae), amb un gènere (Coua) exclusiu de Madagascar i un altre (Carpococcyx) del Sud-est asiàtic i Indonèsia. Habiten el terra de zones boscoses.
Són ocells amb fortes potes i ales curtes i arrodonides, plomatge vistós i acolorit. S'alimenten d'insectes i grans erugues i algunes espècies també de fruites. No són paràsits de cria.

## Sistemàtica
Segons la classificació del Congrés Ornitològic Internacional (versió 2.11), aquesta subfamília conté 2 gèneres amb 13 espècies:
- Gènere Carpococcyx, amb tres espècies.
- Gènere Coua, amb 10 espècies.